# Postgeschichte und Briefmarken Kirgisistans
Die Postgeschichte Kirgisistans begann, als Kirgisistan im August 1991 die Unabhängigkeit von der UdSSR erklärte.

## Geschichte
Unter der Sowjetunion war der kirgisische SSR-Postdienst ein Bestandteil des sowjetischen Systems. Die Republik wurde regelmäßig in Briefmarkensätzen zu Ehren der verschiedenen Teile der UdSSR bedacht. Kirgisistan ist seit 1993 Mitglied der Universal Postal Union mit ihren beiden Postbetreibern „Kyrgyz Pochtasy“ Staatsunternehmen und Kyrgyz Express Post GmbH.

## Briefmarken

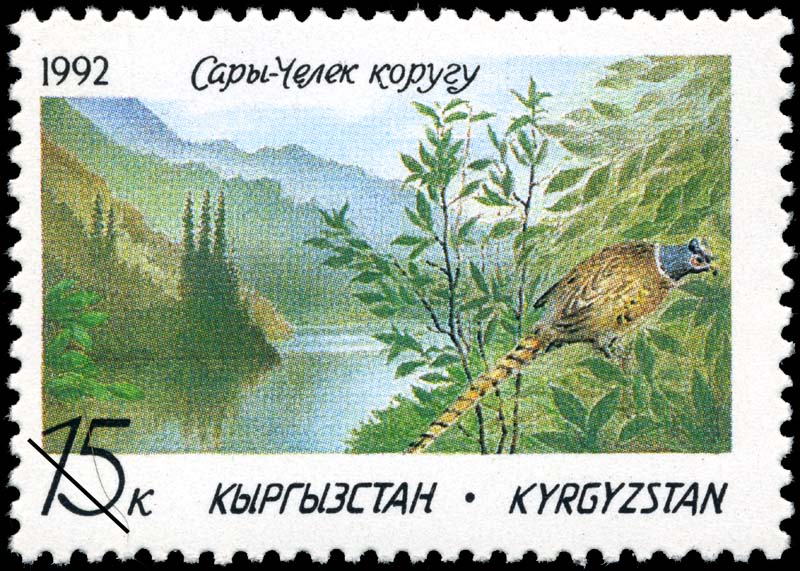
Naturschutzgebiet Sary-Chelek auf der ersten Briefmarke 1992

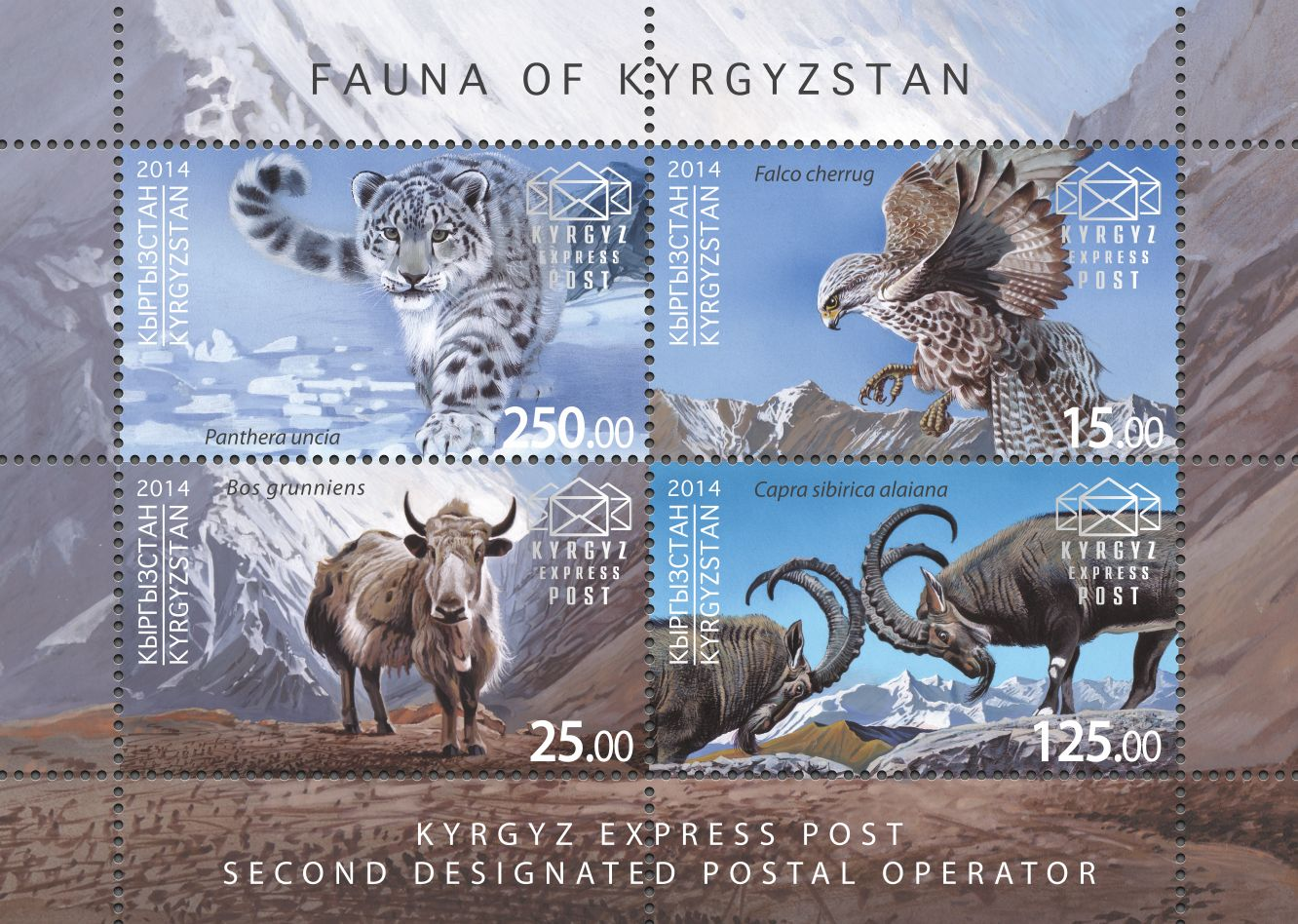
„Fauna Kirgisistans“ Zusammendruckbogen. Kyrgyz Express Post

Kirgisistan gab am 4. Februar 1992 seine erste Briefmarke heraus. Einziges Motiv für alle Werte war ein Foto des Naturschutzgebietes Sary-Chelek in der Provinz Jalal-Abad. Der Name des Landes wurde sowohl in kyrillischen als auch in lateinischen Buchstaben angegeben, wie bis heute in der Regel – mit einigen wenigen Ausnahmen – verfahren wird.
Im April und Juni 1993 wurden verschiedene Serien russischer Briefmarken in Rubelwerten berechnet, gefolgt von den ersten auf Tyiyn normierten Briefmarken im August.
Manche Ausgaben erschienen als gezähnte Briefmarken und zusätzlich in geringerer Auflage als unperforierte Marken.
Seit 2014 gibt die Kirgisische Expresspost (KEP) Briefmarken mit Zustimmung des Ministeriums für Verkehr und Kommunikation der Republik Kirgisistan heraus. In diesem Jahr hat die KEP zwei Briefmarken herausgegeben: Die erste vom 18. November betrifft den 140. Jahrestag des Weltpostvereins und des Postverkehrs in Kirgisistan. Die zweite Ausgabe vom 19. November hat als Motiv die Fauna Kirgisistans.